# Cheng, Longnan
Cheng, tidigare stavat Chenghsien, är ett härad inom Longnan stad på prefekturnivå i provinsen Gansu i nordvästra Kina.
Cheng är indelat i 14 köpingar och tre socknar.
Köpingar (zhen):

- Chengguan (城关镇)
- Chenyuan (陈院镇)
- Diancun (店村镇)
- Hongchuan (红川镇)
- Huangchen (黄陈镇)
- Huangzhu (黄渚镇)
- Jifeng (鸡峰镇)
- Paosha (抛沙镇)
- Shaba (沙坝镇)
- Suochi (索池镇)
- Suyuan (苏元镇)
- Wangmo (王磨镇)
- Xiaochuan (小川镇)
- Zhifang (纸坊镇)

Socknar (xiang):

- Chanhe (镡河乡)
- Erlang (二郎乡)
- Songping (宋坪乡)